# Hallands Väderö
Hallands Väderö (på dansk: Hallands Vejrø; Halland + vejr + ø  ) er ø i Kattegat, der trods navnet ikke hører til Halland, men til Skåne. Øen ligger vest for Torekov i det nordvestlige Skåne, i forlængelse af Hallandsåsen og tilhører Båstads/Baadsted kommune.

## Navn
Øen kendes som Wæthær ø (1300), Hallandeswedderø (1376), Hallandz Vædærøy (1423) og Hallands Verrøe (1591).